# Nieuport-Delage NiD 42
Nieuport-Delage NiD 42 là một loại máy bay tiêm kích chế tạo ở Pháp đầu thập niên 1920.

## Biến thể
NiD 42
NiD 42S
NiD 42 C.1
NiD 42 C.2
NiD 44 C.1
NiD 46 C.1
NiD 52 C.1
NiD 62 C.1
NiD 621
NiD 622
NiD 623
NiD 624
NiD 626
NiD 628
NiD 629
NiD 72 C.1
NiD 82 C.1

## Quốc gia sử dụng
Bỉ
- Không quân Bỉ

 Brasil
- Không quân Brazil

 France
- Aéronautique Militaire
- French Aéronavale

 Peru
- Không quân Peru

 Tây Ban Nha
- Không quân Cộng hòa Tây Ban Nha
- Aviación Nacional

 Thổ Nhĩ Kỳ
- Không quân Thổ Nhĩ Kỳ

## Tính năng kỹ chiến thuật (NiD 42 C1)
Dữ liệu lấy từ "Nieuport-Delage NiD-42"
Đặc điểm tổng quát
- Kíp lái: 1
- Chiều dài: 7.50 m (24 ft 7 in)
- Sải cánh: 12.00 m (39 ft 4 in)
- Chiều cao: 3.00 m (9 ft 10 in)
- Diện tích cánh: 30.9 m2 (332 ft2)
- Trọng lượng rỗng: 1.260 kg (2.780 lb)
- Trọng lượng có tải: 1.808 kg (3.998 lb)
- Powerplant: 1 × Hispano-Suiza 12Hb, 336 kW (450 hp)

Hiệu suất bay
- Vận tốc cực đại: 265 km/h (165 mph)
- Tầm bay: 400 km (250 dặm)
- Trần bay: 7.325 m (24.000 ft)
- Vận tốc lên cao: 3,83 m/s (756,92 ft/phút)

Vũ khí trang bị
- 3 × súng máy